# Lhánice
Lhánice (německy Lhanitz, Elhanitz) jsou obec v okrese Třebíč v Kraji Vysočina. Žije zde 165 obyvatel.
Jižně od obce se nachází údolí řeky Jihlavy s přírodním parkem Střední Pojihlaví. Sousedními obcemi sídla jsou Jamolice, Senorady, Biskoupky, Dukovany a Mohelno.

## Název
Na vesnici bylo přeneseno původní pojmenování jejích obyvatel Lhánici, které bylo odvozeno od osobního jména Lhán (jeho základem bylo sloveso lháti) a znamenalo "Lhánovi lidé".

## Geografie
Ze západu na východ přes severozápadní okraj území obce prochází silnice z Mohelna do Senorad, jižně z této silnice do zastavěného území obce vychází další silnice. Z Mohelna západně k zastavěnému území obce a dál k fotovoltaické elektrárně a k severnímu okraji zastavěného území obce vede užitková silnice. Východně ze zastavěného území obce pak vede užitková silnice a pak cesta k přírodní památce Kozének. Ze západu na východ přes území obce prochází Pivovarská cyklostezka, přes severozápadní okraj pak cyklostezka 403 a Pivovarská a Energetická cyklostezka. Nad údolím Jihlavy na jižním okraji území obce prochází červená turistická stezka. 
Severní část území obce je využíváno zemědělsky, jihozápadní část území je také využíváno zemědělsky. Západní část kolem PP Kozének je využívána jako sad a také je zemědělsky využívána. Západní okraj je zalesněný, stejně tak i jižní okraj území obce nad údolím řeky Jihlavy v PR Velká skála a údolí potoka Mohelnička v PR Mohelnička. Severně od zastavěného území obce se nachází fotovoltaická elektrárna.
Ze západu od Mohelna přitéká k zastavěnému území obce potok Štenkrava, který se jižně od zastavěného území obce vlévá do potoka Mohelnička. Mohelnička pramení západně od Mohelna a následně teče východně do zastavěného území obce a posléze se stáčí jižně do hlubokého údolí, kde protéká přes stejnojmennou přírodní rezervaci a pak ústí do Jihlavy. Jižní hranice území obce je tvořena řekou Jihlavou. 
Severní část území je poměrně rovinatá, dosahuje nadmořské výšky cca 350 metrů nad mořem, západně od zastavěného území obce se nachází mírné kopce, jako je vrchol Na Hlinách (392 m) a několik nepojmenovaných kopců. Těsně za východní hranicí obce s nachází Biskoupský kopec (397 m). Jižně od zastavěného území obce se nachází nepojmenované kopce s kótou 366 m a 363 m. Na jižním okraji obce se nachází také hluboké údolí potoka Mohelnička, které dosahuje nadmořské výšky 275–350 metrů nad mořem a hluboké údolí řeky Jihlavy, které dosahuje hloubky až 250 metrů nad mořem. V údolí potoka Mohelnička se nachází PR Mohelnička s mnohými skalními útvary a vodopád Na Mohelničce. Nad řekou Jihlavou se nachází PR Velká skála s mnohými skalními útvary jako např. skalní věž Sluneční stěna, skalní věž Velká Baba nebo skalní věž Malá Baba. 
Zastavěné území obce se nachází na západním okraji území obce, západně od zastavěného území obce se u sadu a PP Kozének nachází někdejší statek Kozínek. Těsně za jižní hranicí území obce se na břehu Jihlavy nachází mlýn Havránek. V údolí Jihlavy se také nachází několik chat.
Na jižním okraji zastavěného území obce se nachází památné stromy Lípy u Božích muk, na jihozápadním okraji území obce se nachází PR Mohelnička, východně od obce PP Kozének a jihovýchodně od obce v údolí Jihlavy PR Velká skála. Jižní část území obce se nachází v Přírodním parku Střední Pojihlaví.

## Historie
První písemná zmínka o obci pochází z roku 1349 (Elhanicz), dle jiných zdrojů však již z roku 1146, kde byly zmíněny v listině o hradu v Mohelně, následně pak měly být zmíněny v letech 1240, 1304 a pak i 1349, kdy měly Lhánice patřit Konstancii a jejímu synovi.
V roce 1398 byly Lhánice zmíněny pod jménem Haynycze a v roce 1400 pak byly zmíněny jako poškozené bitkami mezi Prokopem a Joštem z Lucemburka. V roce 1460 byly odkoupeny Bočkem z Kunštátu a v roce 1468 Lhánicemi prošla vojska Matyáše Korvína, který směřoval k Třebíči a v roce 1472 pak prošla vesnicí vojska Brandenburgů. Posléze získal Lhánice rod Žerotínů, v roce 1628 je Karel ze Žerotína spolu s celým mohelenským panstvím prodal. V roce 1811 byl v lokalitě na Hřízku vztyčen kříž a v roce 1869 byly nedaleko božích muk vysázeny lípy, roku 1870 pak byl na zvoničku na návsi instalován kříž a hned příští rok byla zvonička opravena a pokryta plechovou střechou. Od roku 1875 se vesnice začala rozšiřovat východním směrem do lokality Kolonie.
V roce 1889 byla zemskému výboru podána stížnost, že obec Mohelno, pod kterou v tu dobu Lhánice spadaly špatně hospodaří s majetkem a Lhánice od roku 1890 byly osamostatněny. V roce 1893 pak byla založena v obci jednotřídní škola (ta byla zrušena v roce 1960), v roce 1898 pak byl v obci také založen sbor dobrovolných hasičů a také byla v letech 1898 a 1899 postavena silnice do Senorad. V témže roce byl také za obcí postaven kříž starosty Juránka.
V roce 1907 byly na kopci u vesnice nalezeny archeologicky cenné popelnice, kosti, mlaty a železný klíč, později byl nedaleko nalezen i kostrový hrob a žárové hroby. Tato lokalita byla pak v roce 1950 podrobně prozkoumána. V roce 1913 byla vesnice elektrifikována (a v roce 1926 byla vesnice napojena na oslavanskou elektrárnu) a po skončení první světové války byl jejím obětem roku 1922 odhalen pomník v Močítkách, celkem ve válce zemřelo 5 lhánických občanů. V roce 1924 i spolek Domovina. Roku 1929 byl v obci zregulován potok a byl také upraven rybník na návsi. V třicátých letech 20. století se opět rozšiřuje výstavba v lokalitě Kolonie.
Na konci druhé světové války zemřela v lokalitě na Polánkách při bombardování Anna Mutlová z Lhánic. Po konci války pak byl v roce 1949 zřízen obecní rozhlas a v roce 1957 bylo v obci založeno JZD, v roce 1964 byl v rámci družstva postaven velký kravín. V sedmdesátých letech započal ve vesnici rozvoj, roku 1972 byla přestavěna původní budova radnice na prodejnu potravin, v roce 1973 byla postavena silnice do Mohelna, v lokalitě Močítky byl zrušen rybník a na jeho místě byla vybudována požární nádrž, také byl pomník padlých přesunut na obecní náves. Později byla zrekonstruována budova zrušené školy a byla v nich zřízena mateřská škola, ta ale později byla přestěhována do Kladerub nad Oslavou. V roce 1980 byla vesnice začleněna pod Mohelno, vesnice se pak osamostatnila až v roce 1990.
V roce 2000 byl ve vsi rozveden vodovod a v roce 2001 byla obec plynofikována. V roce 2004 byla dokončena stavba vodovodního přivaděče z Vranovské přehrady. Dne 13. dubna 2011 obec získala pověření užívat obecní symboly.
V roce 2017 došlo k rekonstrukci obecní budovy a rekonstrukci hasičské zbrojnice.

## Obyvatelstvo
| Rok            | 1869 | 1880 | 1890 | 1900 | 1910 | 1921 | 1930 | 1950 | 1961 | 1970 | 1980 | 1991 | 2001 | 2011 | 2021 |
| -------------- | ---- | ---- | ---- | ---- | ---- | ---- | ---- | ---- | ---- | ---- | ---- | ---- | ---- | ---- | ---- |
| Počet obyvatel | 238  | 267  | 272  | 313  | 314  | 329  | 319  | 259  | 245  | 230  | 191  | 166  | 152  | 155  | 164  |
| Počet domů     | 35   | 42   | 46   | 52   | 55   | 55   | 61   | 72   | 63   | 60   | 61   | 71   | 77   | 74   | 82   |

## Obecní správa
Do roku 1849 patřily Lhánice do náměšťského panství, od roku 1850 patřily do okresu Moravský Krumlov, pak od roku 1868 do okresu Třebíč, pak mezi lety 1949 a 1960 patřila do okresu Velká Bíteš a pak do okresu Třebíč. Mezi lety 1850 a 1890 patřily Lhánice pod Mohelno a mezi lety 1980 a 1990 byla obec začleněna opět pod Mohelno, následně se obec osamostatnila.

### Obecní symboly
Znak a vlajka byly obci uděleny rozhodnutím předsedkyně Poslanecké sněmovny Parlamentu České republiky dne 24. února 2011.

## Politika
V letech 2006–2010 působil jako starosta Jan Brachetka, od roku 2010 do roku 2018 tuto funkci zastával Josef Ležák. V roce 2018 vyhrálo komunální volby uskupení nazvané „Lhánické ženy“, v jehož čele stála Alena Treuová. Po volbách se stala starostkou obce a po roce – poté, co v Bolkově rezignovala na svou funkci Anna Štýsová – se ve věku 23 let stala nejmladší starostkou v České republice. V roce 2023 došlo ve městě k opakovaným volbám do místního zastupitelstva, po zvolení dva zastupitelé rezignovali. Celkem na sedm míst v zastupitelstvu v březnových doplňovacích volbách kandidovalo šest kandidátů, zvoleni byli všichni a zastupitelstvo i přes chybějícího jednoho zastupitele bylo usnášeníschopné. Původní starostka Alena Ležáková (dříve Treuová) již nekandidovala.

### Volby do Poslanecké sněmovny
|       | 2006               | 2010               | 2013               | 2017               | 2021               |
| ----- | ------------------ | ------------------ | ------------------ | ------------------ | ------------------ |
| 1.    | ODS (29,47 %)      | KDU-ČSL (17,7 %)   | KDU-ČSL (20,43 %)  | ANO (30,52 %)      | SPOLU (27,65 %)    |
| 2.    | ČSSD (25,26 %)     | ČSSD (16,66 %)     | Úsvit (17,2 %)     | KDU-ČSL (18,94 %)  | ANO (19,14 %)      |
| 3.    | KDU-ČSL (23,15 %)  | VV (15,62 %)       | ČSSD (16,12 %)     | KSČM (10,52 %)     | SPD (11,7 %)       |
| účast | 75,40 % (95 z 126) | 70,07 % (96 z 137) | 64,14 % (93 z 145) | 70,90 % (95 z 134) | 70,68 % (94 z 133) |

### Volby do krajského zastupitelstva
|      | 1.                 | 2.                | 3.                          | účast              |
| ---- | ------------------ | ----------------- | --------------------------- | ------------------ |
| 2000 | 4KOALICE (48,57 %) | KSČM (17,14 %)    | SV (11,42 %)                | 30,17 % (35 z 116) |
| 2004 | KDU-ČSL (30 %)     | ODS (24 %)        | KSČM (22 %)                 | 40,98 % (50 z 122) |
| 2008 | ČSSD (40,81 %)     | KDU-ČSL (24,48 %) | ODS (14,28 %)               | 39,37 % (50 z 127) |
| 2012 | KDU-ČSL (23,8 %)   | KSČM (21,42 %)    | ČSSD (16,66 %)              | 36,76 % (49 z 136) |
| 2016 | KDU-ČSL (25,49 %)  | ČSSD (19,6 %)     | KSČM (19,6 %)               | 38,81 % (52 z 134) |
| 2020 | ANO (22,22 %)      | KDU-ČSL (15,55 %) | Piráti (13,33 %)            | 34,85 % (45 z 132) |
| 2024 | ANO (35,89 %)      | KDU-ČSL (20,51 %) | SPD+Trikolora+PRO (10,25 %) | 32,8 % (41 z 125)  |

### Prezidentské volby
V prvním kole prezidentských voleb v roce 2013 první místo obsadil Jan Fischer (26 hlasů), druhé místo obsadil Miloš Zeman (26 hlasů) a třetí místo obsadil Zuzana Roithová (14 hlasů). Volební účast byla 68,38 %, tj. 93 ze 136 oprávněných voličů. V druhém kole prezidentských voleb v roce 2013 první místo obsadil Miloš Zeman (48 hlasů) a druhé místo obsadil Karel Schwarzenberg (29 hlasů). Volební účast byla 56,62 %, tj. 77 ze 136 oprávněných voličů.
V prvním kole prezidentských voleb v roce 2018 první místo obsadil Miloš Zeman (39 hlasů), druhé místo obsadil Jiří Drahoš (25 hlasů) a třetí místo obsadil Pavel Fischer (9 hlasů). Volební účast byla 68,89 %, tj. 93 ze 135 oprávněných voličů. V druhém kole prezidentských voleb v roce 2018 první místo obsadil Miloš Zeman (53 hlasů) a druhé místo obsadil Jiří Drahoš (38 hlasů). Volební účast byla 66,42 %, tj. 91 ze 137 oprávněných voličů.
V prvním kole prezidentských voleb v roce 2023 první místo obsadil Andrej Babiš (27 hlasů), druhé místo obsadil Petr Pavel (23 hlasů) a třetí místo obsadila Danuše Nerudová (20 hlasů). Volební účast byla 73,88 %, tj. 99 ze 134 oprávněných voličů. V druhém kole prezidentských voleb v roce 2023 první místo obsadil Petr Pavel (55 hlasů) a druhé místo obsadil Andrej Babiš (41 hlasů). Volební účast byla 71,64 %, tj. 96 ze 134 oprávněných voličů.

## Farnost
Lhánice patří do Římskokatolické farnosti Mohelno.

## Ochrana přírody
- Velká skála – přírodní rezervace
- Mohelnička – přírodní rezervace
- Kozének – přírodní památka

## Pamětihodnosti
- Zvonička
- Krucifix

## Osobnosti
- Leonora Pohorská (1863–1945), básnířka a spisovatelka
- Ludvík Šulista (1904–1938), pedagog, ochotník a voják